# The Mountain Eagle
The Mountain Eagle is een Britse stomme film uit 1926, van regisseur Alfred Hitchcock. De film is gebaseerd op een verhaal van Charles Lapworth. De hoofdrollen worden vertolkt door Nita Naldi, Bernhard Goetzke en Malcolm Keen.

## Verhaal
De film speelt zich af in Kentucky en draait om J.P. Pettigrew; een man wiens vrouw is overleden bij de geboorte van hun zoon, Edward. Edward is invalide geboren. Pettigrew heeft een grote hekel aan John ("Fear o' God") Fulton, die ook een oogje had op Pettigrew’s vrouw.
Wanneer Edward volwassen is, wordt hij verliefd op een docente genaamd Beatrice. Pettigrew heeft zelf ook gevoelens voor haar, maar zij beantwoordt zijn liefde niet. Als Edward dit ontdekt, vlucht hij het dorp uit. Geschokt door het verlies van zijn zoon en de afwijzing van Beatrice, probeert Pettigrew Beatrice te laten beschuldigen van prostitutie. John verijdelt dit plan door Beatrice snel ten huwelijk te vragen. De twee worden verliefd en Beatrice raakt in verwachting van John. Pettigrew zint op wraak en laat John arresteren omdat deze zogenaamd Edward zou hebben vermoord.
Een jaar later breekt John uit de gevangenis en probeert met Beatrice en hun kind te vluchten. Onderweg wordt Beatrice ziek, dus moet John terug naar het dorp om een arts te halen. Tot zijn opluchting blijkt Edward inmiddels te zijn teruggekeerd, zodat Johns naam gezuiverd wordt. Voor Pettigrew loopt het verhaal minder gunstig af; hij wordt per ongeluk dood geschoten.

## Rolverdeling
| Acteur           | Personage                 |
| ---------------- | ------------------------- |
| Nita Naldi       | Beatrice                  |
| Malcolm Keen     | John 'Fear o' God' Fulton |
| John F. Hamilton | Edward Pettigrew          |
| Bernhard Goetzke | Mr. Pettigrew             |

## Achtergrond
The Mountain Eagle geldt vandaag de dag als een verloren film daar er geen exemplaren meer van in omloop zijn. Daarmee is dit de enige verloren speelfilm van Hitchcock. Het enige wat nog rest van de film zijn enkele foto’s.
Hitchcock zelf interesseerde het niet dat zijn film verloren gegaan was, daar The Mountain Eagle volgens hem een van zijn mindere werken was; een melodrama dat het beste snel vergeten kon worden. In François Truffaut's boek Hitchcock/Truffaut (ISBN 2-07-073574-5) omschreef Alfred Hitchcock de film als “verschrikkelijk”. Filmhistoricus J. Lary Kuhns stelt echter in het boek Hitchcock's Notebooks (ISBN 0-380-79945-6) van Dan Auiler dat een van de schrijvers van de film The Mountain Eagle superieur vond aan The Lodger; Hitchcock’s derde film.
De film werd deels opgenomen in Obergurgl, Oostenrijk. De crew werd tijdens de opnames voortdurend gehinderd door slecht weer.
De film zou in de Verenigde Staten zijn uitgebracht als Fear o' God., hoewel dit door onder anderen filmhistoricus J. Larry Kuhns wordt tegengesproken.